# Життя сьогодні
«Життя сьогодні» (тур. Hayat Bugün) — турецький медичний телесеріал 2022 року у жанрі драми,  та створений компанією O3 Medya. В головних ролях — Улаш Туна Астепе, Хазар Ергючлю, Тансел Онгель, Ханде Догандемір.
Перша серія вийшла в ефір 19 жовтня 2022 року.
Серіал має 1 сезон. Завершився 8-м епізодом, який вийшов у ефір 7 грудня 2022 року
Режисер серіалу — Чіґдем Бозалі, Волкан Коджатюрк. 
Сценарист серіалу — Айча Узум, Джансу Чобан.
Серіал є адаптацією американського серіалу «Новий Амстердам» 2018 року.

## Сюжет
Події серіалу розгортатимуться навколо дуже талановитого лікаря на ім'я Бариш Гювенер. У центрі уваги опинилася лікарня, в якій працюють не зовсім сумлінні лікарі. Вся справа в тому, що вони ставляться до своїх пацієнтів як до клієнтів. За проведені операції цей несумлінний медперсонал часто бере гроші. Хоча насправді пацієнти мають отримувати послуги абсолютно безкоштовно. Лікарі часом діагностують помилкові захворювання для того, щоб набити свої кишені. Такі маніпуляції переходять як моральні і людські, а й найголовніше професійні норми поведінки. Крім цього, такі дії вважаються незаконними.

## Актори та персонажі
| Актор                | Роль                         |
| -------------------- | ---------------------------- |
| Улаш Туна Астепе     | Головний лікар Бариш Гювенер |
| Хазар Ергючлю        | Сьюзан Майер                 |
| Тансел Онгель        | Арас Ердем                   |
| Ханде Догандемір     | Дерін Налбантоглу            |
| Мерт Денізмен        | Андач Саглам                 |
| Шериф Ерол           | Алі Гейдар Оручов            |
| Айше Лебріз Беркем   | Ебру Сойкан                  |
| Олджай Юсуфоглу      | Гізем Алтай Гювенер          |
| Утку Атеш            | Мерт Бічер                   |
| Умай Анадолу Кабоглу | Азра Серт                    |
| Есра Шенгуналп       | Тільбе Саглам                |
| Езгі Гор             | Джейлан                      |
| Фейза Нур Текін      | Лалін                        |
| Іпек Аяз Кортунч     | Міне                         |
| Іділ Сіврітепе       | Седеф                        |
| Дільшад Челебі       | Фейза                        |
| Ефе Ташделен         | Ельчин                       |

## Сезони
| Сезон | Епізоди | Епізоди | Оригінальний показ | Оригінальний показ | Оригінальний показ |
| Сезон | Епізоди | Епізоди | Перший показ       | Останній показ     | Мережа             |
| ----- | ------- | ------- | ------------------ | ------------------ | ------------------ |
| 1     | 8       | 8       | 19 жовтня 2022     | 7 грудня 2022      | Show TV            |

## Рейтинги серій

### Сезон 1 (2022)
| Серія      | Рейтинг (TOTAL) | Рейтинг (AB) | Рейтинг (ABC1) |
| ---------- | --------------- | ------------ | -------------- |
| 1.         | 3.14            | 2.88         | 3.92           |
| 2.         | 3,57            | 3.15         | 4.04           |
| 3.         | 3.14            | 2.27         | 3,57           |
| 4.         | 1.70            | 1.38         | 2.07           |
| 5.         | 1.76            | 1.49         | 2.42           |
| 6.         | 1.55            | 1.30         | 2.05           |
| 7.         | 1.31            | 1.23         | 1,86           |
| 8. (фінал) | 0,74            | 0,48         | 0,91           |

## Інші версії
| Рік  | Країна | Українська назва | Оригінальна назва | Кількість | Кількість | В головних ролях                              | Компанія                                                   | Канал |
| Рік  | Країна | Українська назва | Оригінальна назва | сезонів   | серій     | В головних ролях                              | Компанія                                                   | Канал |
| ---- | ------ | ---------------- | ----------------- | --------- | --------- | --------------------------------------------- | ---------------------------------------------------------- | ----- |
| 2018 | США    | Новий Амстердам  | New Amsterdam     | 5         | 86        | Раян Егголд, Фріма Аджимен, Джанет Монтгомері | Mount Moriah, Pico Creek Productions, Universal Television | NBC   |